# Самуель Польссон
Самуель Польссон (швед. Samuel Påhlsson, нар. 17 грудня 1977, Онге) — колишній шведський хокеїст, що грав на позиції центрального нападника. Грав за збірну команду Швеції.
Олімпійський чемпіон. Володар Кубка Стенлі. Провів понад 800 матчів у Національній хокейній лізі. 

## Ігрова кар'єра
Хокейну кар'єру розпочав на батьківщині 1994 року виступами за команду МОДО.
1996 року був обраний на драфті НХЛ під 176-м загальним номером командою «Колорадо Аваланч». 
Протягом професійної клубної ігрової кар'єри, що тривала 21 рік, захищав кольори команд МОДО, «Бостон Брюїнс», «Анагайм Дакс», «Вестра Фрелунда», «Чикаго Блекгокс», «Колумбус Блю-Джекетс» та «Ванкувер Канакс».
Загалом провів 884 матчі в НХЛ, включаючи 86 ігор плей-оф Кубка Стенлі.
Виступав за збірну Швеції.

## Нагороди та досягнення
- Бронзовий призер юніорського чемпіонату Європи 1995.
- Срібний призер молодіжного чемпіонату світу 1996.
- Бронзовий призер чемпіонату світу 1999.
- Срібний призер чемпіонату світу 2004.
- Чемпіон Швеції в складі «Вестра Фрелунда» — 2005.
- Чемпіон зимових Олімпійських ігор 2006.
- Володар Кубка Стенлі в складі «Анагайм Дакс» — 2007.

## Статистика
| Сезон        | Клуб                    | Ліга         | Регулярний сезон | Регулярний сезон | Регулярний сезон | Регулярний сезон | Регулярний сезон | Плей-оф | Плей-оф | Плей-оф | Плей-оф | Плей-оф |
| Сезон        | Клуб                    | Ліга         | І                | Г                | П                | О                | ШХ               | І       | Г       | П       | О       | ШХ      |
| ------------ | ----------------------- | ------------ | ---------------- | ---------------- | ---------------- | ---------------- | ---------------- | ------- | ------- | ------- | ------- | ------- |
| 1994–95      | МОДО                    | Елітсерія    | 1                | 0                | 0                | 0                | 0                | —       | —       | —       | —       | —       |
| 1995–96      | МОДО                    | Елітсерія    | 36               | 1                | 3                | 4                | 8                | 4       | 0       | 0       | 0       | 0       |
| 1996–97      | МОДО                    | Елітсерія    | 49               | 8                | 9                | 17               | 83               | —       | —       | —       | —       | —       |
| 1997–98      | МОДО                    | Елітсерія    | 23               | 6                | 11               | 17               | 24               | 9       | 3       | 0       | 3       | 6       |
| 1998–99      | МОДО                    | Елітсерія    | 50               | 17               | 17               | 34               | 44               | 13      | 3       | 3       | 6       | 10      |
| 1999–00      | МОДО                    | Елітсерія    | 47               | 16               | 11               | 27               | 67               | 13      | 3       | 3       | 6       | 8       |
| 2000–01      | «Бостон Брюїнс»         | НХЛ          | 17               | 1                | 1                | 2                | 6                | —       | —       | —       | —       | —       |
| 2000–01      | «Анагайм Дакс»          | НХЛ          | 59               | 3                | 4                | 7                | 14               | —       | —       | —       | —       | —       |
| 2001–02      | «Анагайм Дакс»          | НХЛ          | 80               | 6                | 14               | 20               | 26               | —       | —       | —       | —       | —       |
| 2002–03      | «Цинциннаті Майті-Дакс» | АХЛ          | 13               | 1                | 7                | 8                | 24               | —       | —       | —       | —       | —       |
| 2002–03      | «Анагайм Дакс»          | НХЛ          | 34               | 4                | 11               | 15               | 18               | 21      | 2       | 4       | 6       | 12      |
| 2003–04      | «Анагайм Дакс»          | НХЛ          | 82               | 8                | 14               | 22               | 52               | —       | —       | —       | —       | —       |
| 2004–05      | «Вестра Фрелунда»       | Елітсерія    | 48               | 6                | 18               | 24               | 56               | 14      | 4       | 7       | 11      | 24      |
| 2005–06      | «Анагайм Дакс»          | НХЛ          | 82               | 11               | 10               | 21               | 34               | 16      | 2       | 3       | 5       | 18      |
| 2006–07      | «Анагайм Дакс»          | НХЛ          | 82               | 8                | 18               | 26               | 42               | 21      | 3       | 9       | 12      | 20      |
| 2007–08      | «Анагайм Дакс»          | НХЛ          | 56               | 6                | 9                | 15               | 34               | 6       | 0       | 0       | 0       | 0       |
| 2008–09      | «Анагайм Дакс»          | НХЛ          | 52               | 5                | 10               | 15               | 32               | —       | —       | —       | —       | —       |
| 2008–09      | «Чикаго Блекгокс»       | НХЛ          | 13               | 2                | 1                | 3                | 2                | 17      | 2       | 3       | 5       | 4       |
| 2009–10      | «Колумбус Блю-Джекетс»  | НХЛ          | 79               | 3                | 13               | 16               | 32               | —       | —       | —       | —       | —       |
| 2010–11      | «Колумбус Блю-Джекетс»  | НХЛ          | 82               | 7                | 13               | 20               | 30               | —       | —       | —       | —       | —       |
| 2011–12      | «Колумбус Блю-Джекетс»  | НХЛ          | 61               | 2                | 9                | 11               | 22               | —       | —       | —       | —       | —       |
| 2011–12      | «Ванкувер Канакс»       | НХЛ          | 19               | 2                | 4                | 6                | 12               | 5       | 1       | 0       | 1       | 4       |
| 2012–13      | МОДО                    | ШХЛ          | 23               | 0                | 4                | 4                | 8                | 5       | 0       | 0       | 0       | 12      |
| 2013–14      | МОДО                    | ШХЛ          | 55               | 10               | 9                | 19               | 40               | 2       | 0       | 1       | 1       | 0       |
| 2014–15      | МОДО                    | ШХЛ          | 53               | 4                | 10               | 14               | 28               | —       | —       | —       | —       | —       |
| Усього в НХЛ | Усього в НХЛ            | Усього в НХЛ | 798              | 68               | 131              | 199              | 356              | 86      | 10      | 19      | 29      | 58      |